# Вельки-Паржезити-Рибник
Ве́льки-Паржезити-Рибник (чеш. Velký pařezitý rybník, также Velkopařezitý rybník) — пруд в Чехии, расположенный недалеко от деревни Ржасна недалеко от Тельча на высоте 673 метра над уровнем моря. Площадь водного зеркала пруда равна 17,2 гектара.
В пруд впадают два ручья.

## История
Пруд был создан в XVI веке с целью обеспечения водой Тельча и разведения рыбы. Окружён торфяными болотами и еловыми лесами.
В 1984 году территория пруда объявлена заповедником. Вода в пруду чистая. Заповедник является местом обитания пузырчатки южной, сабельника болотного, пушицы узколистной, осоки богемской. Фауна представлена обыкновенной квакшей, обыкновенной жабой, тритоном альпийским и обыкновенным гольяном.

## Достопримечательность
- Михова скала (чеш. Míchova skála) — 1 км | 49.228546 15.361242
- Гора Яворжице (Javořice) — 3 км | 49.220978 15.339554
- Град Роштейн (Hrad Roštejn) — 5 км | 49.251964 15.426122
- Тельч (Telč) — 8 км | 49.184175 15.452753